# Elektrische tandenborstel

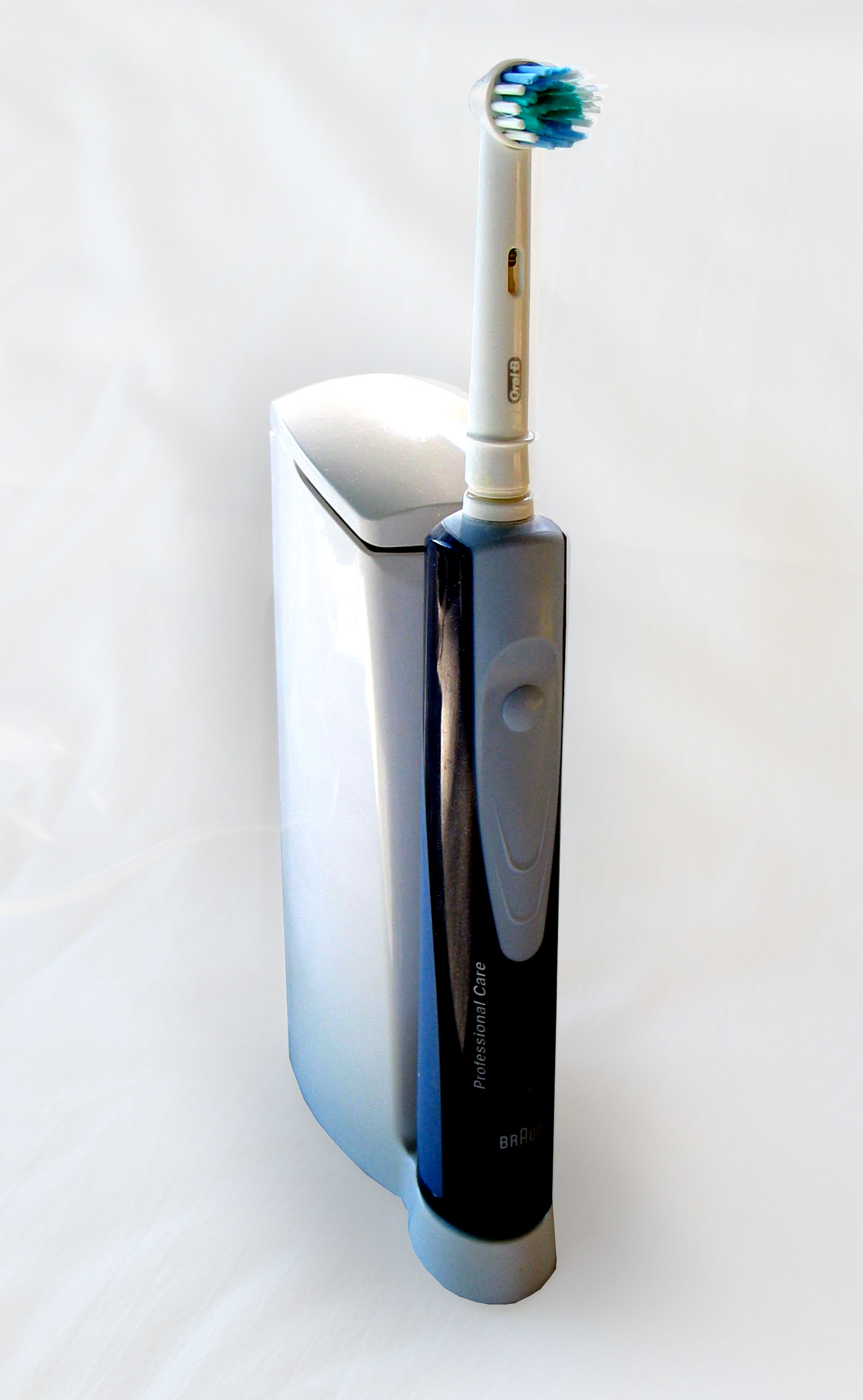
Een elektrische tandenborstel

Een elektrische tandenborstel is een motorisch aangedreven borsteltje om de tanden te poetsen. 
Er zijn twee typen. Het ene maakt gebruikt van oscillerende-roterende (ronddraaiend heen-en-weergaande) bewegingen. Het andere type maakt sonische (zijwaarts heen-en-weergaande) bewegingen. Oscillerende-roterende borstels hebben een ronde borstelkop. Sonische borstels hebben doorgaans een borstel zoals de traditionele tandenborstel die heeft.

## Onderzoek
Een elektrische tandenborstel heeft een positief effect op de gesteldheid van het gebit. Het is aangetoond dat verschil na drie weken duidelijk is.
Uit wetenschappelijk onderzoek blijkt dat oscillerende-roterende en sonische elektrische tandenborstels meer plaque verwijderen dan normale handtandenborstels. Het resultaat is een schoner gebit en een verminderde kans op cariës. Ook blijkt ook dat oscillerende-roterende elektrische tandenborstels effectiever plaque verwijderen dan sonische tandenborstels. Sonische tandenborstel bereiken daarentegen makkelijker ruimtes tussen de tanden (tot ongeveer 3mm) vanwege het cavitatie-effect.

## Beschadiging bij elektrisch poetsen
Elektrische tandenborstels beschadigen bij goed gebruik het tandvlees of tandglazuur niet. Alleen met een verkeerde poetsmethode of door te hard poetsen kan tandglazuur worden beschadigd. Dagelijks gebruik van extra schurende tandpasta wordt bij elektrisch poetsen afgeraden.

## Kinderen en elektrisch poetsen
Er zijn speciale elektrische tandborstels in de handel die geschikt zijn voor de kindermond. Veel kinderen vinden elektrisch poetsen prettig. Het bevordert goede mondhygiëne. Een ouder kan eenvoudig napoetsen. Tandartsen raden ouders aan om kinderen tot de leeftijd van tien jaar te begeleiden bij het poetsen.

## Interdentaal reinigen
Poetsen met een elektrische tandenborstel maakt het interdentaal reinigen tussen tanden en kiezen niet overbodig. De ruimten tussen de tanden en kiezen dienen dagelijks te worden gereinigd met flossdraad, tandenstokers of ragers.

## Voor- en nadelen elektrisch tandenpoetsen

### Voordelen
- Een elektrische tandenborstel maakt automatisch de juiste poetsbeweging, waardoor men zich alleen hoeft te concentreren op het juist plaatsen van de borstelkop.
- De borstelkop is kleiner en komt daardoor makkelijk op moeilijk bereikbare plaatsen.
- Elektrisch poetsen is minder vermoeiend en gaat gemakkelijker.
- Poetstimers stimuleren langere poetstijden waardoor het gebit schoner wordt. Deze zijn meestal in de tandenborstel geïntegreerd of de timer wordt apart bij de tandenborstel geleverd als een klokje.
- De tandenborstel geeft een signaal af als te hard gepoetst wordt.
- Wetenschappelijk onderzoek heeft aangetoond dat men meer geconcentreerd is bij het poetsen met een elektrische tandenborstel. De poetservaring wordt dan als positiever en aangenamer beschouwd.[10]

### Nadelen
- Een elektrische tandborstel is duurder dan een gewone borstel.
- De eerste dagen van gebruik voelt het trillen van de borstelkop onwennig.
- Een elektrische tandenborstel is gevoelig voor vallen.
- Een elektrische tandenborstel is een stroomverbruiker.

## Slimme tandenborstel
Geavanceerde tandenborsteltechnologie waarmee de tanden efficiënt kunnen worden gereinigd, heeft op veel manieren een revolutie teweeggebracht in de mondhygiëne.
- Mensen die slimme apparaten gebruiken, kunnen de tandplak effectiever verwijderen, de meest ontoegankelijke delen van de mond bereiken en veel mondgezondheidsproblemen voorkomen, zoals gaatjes, tandvleesaandoeningen en parodontitis.
- Automatisch tandenpoetsen helpt ook om een frisse adem langer te behouden, omdat het grondiger tandenpoetsen mogelijk maakt.
- De mondgezondheid hangt sterk af van de tijd die men besteedt aan het poetsen van zijn tanden. Met de minutentimers en waarschuwingen van slimme tandenborstels kunnen gebruikers ontspannen en genieten van het proces in plaats van seconden in hun hoofd te tellen.
- Slimme technologie is ook essentieel voor het stimuleren en behouden van een goede mondgezondheid bij kinderen. Een betere tandenborstel gekoppeld aan een app wordt gezien als speelgoed, niet als een medisch hulpmiddel. Als gevolg hiervan kunnen ouders kinderen leren hoe ze hun tanden schoon kunnen houden, waardoor ze levenslange gewoonten voor mondhygiëne bijbrengen.